# ستيفان زيفكوفيتش (لاعب كرة قدم)
ستيفان زيفكوفيتش هو لاعب كرة قدم صربي في مركز الوسط، ولد في 18 أكتوبر 1989 في سريمسكا ميتروفيتشا في صربيا. لعب مع نابريداك كروشيفاتس.

## وصلات خارجية
- ستيفان زيفكوفيتش (لاعب كرة قدم) على موقع قاعدة بيانات كرة القدم.إي يو (الإنجليزية)
- ستيفان زيفكوفيتش (لاعب كرة قدم) على موقع Soccerway.com (الإنجليزية)